# Перші пасажири
«Перші пасажири» — радянський двосерійний телефільм 1975 року, знятий режисером Едуардом Хачатуровим на кіностудії «Узбекфільм».

## Сюжет
Екранізація за мотивами повісті П.Кадирова «Вільність». Герой фільму — один із керівників будівництва першого в Середній Азії Ташкентського метрополітену, який проявив себе не лише добрим фахівцем, а й умілим організатором.

## У ролях
- Шухрат Іргашев — Саттар
- Віктор Авдюшко — Головін
- Пулат Саїдкасимов — Мірзабеков
- Аїда Юнусова — Айша
- Світлана Норбаєва — Розія
- Хамза Умаров — Саматов
- Олександр Кирилін — Том
- Дагун Омаєв — Вахтанг
- Борис Руднєв — Віктор
- Отабек Ганієв — Бахрам
- Бадрі Усанеташвілі — Ашур
- Бехзод Хамраєв — Саттар у дитинстві
- Талят Рахімов — телеведучий
- Валерій Анісімов — Микола
- Мурад Раджабов — Юлдаш
- Люда Сінгатуліна — епізод
- Віктор Павленко — епізод
- Раджаб Адашев — епізод
- Талгат Нігматулін — епізод

## Знімальна група
- Режисер — Едуард Хачатуров
- Сценарист — Іван Менджерицький
- Оператор — Абдурахім Ісмаїлов
- Композитор — Руміль Вільданов
- Художник — Садріддін Зіямухамедов